# Drammen Håndballklubb
Drammen Håndballklubb er en norsk håndboldklub fra Drammen som spiller i Eliteserien på herresiden. Holdet spiller i blå trøjer og blå shorts, og trænes af Bent Dahl.
DHK blev stiftet 3. marts 1992. Det var generalforsamlingerne i de to klubber Reistad IL (Lier) og Sturla IF (Drammen), der vedtog at danne "overbygningsklubben" DHK efter at NHF havde givet sit samtykke til sammenlægningen af de respektive klubbers seniorafdelinger. Fordi Reistad ILs håndballherrer rykkede op i eliteserien samme sæson kunne DHK debutere i Drammenshallen i efteråret 1992 som eliteseriehold. DHK rykkede dog ned i 2. division i foråret 1993. Sæsonen efter rykkede holdet direkte op i eliteserien igen, denne gang med Kent Harry Anderson som træner.

## Eksterne henvisninge
- Klubbens hjemmeside Arkiveret 17. september 2011 hos  Wayback Machine

59°44′N 10°12′Ø / 59.74°N 10.2°Ø